# Maison Méert

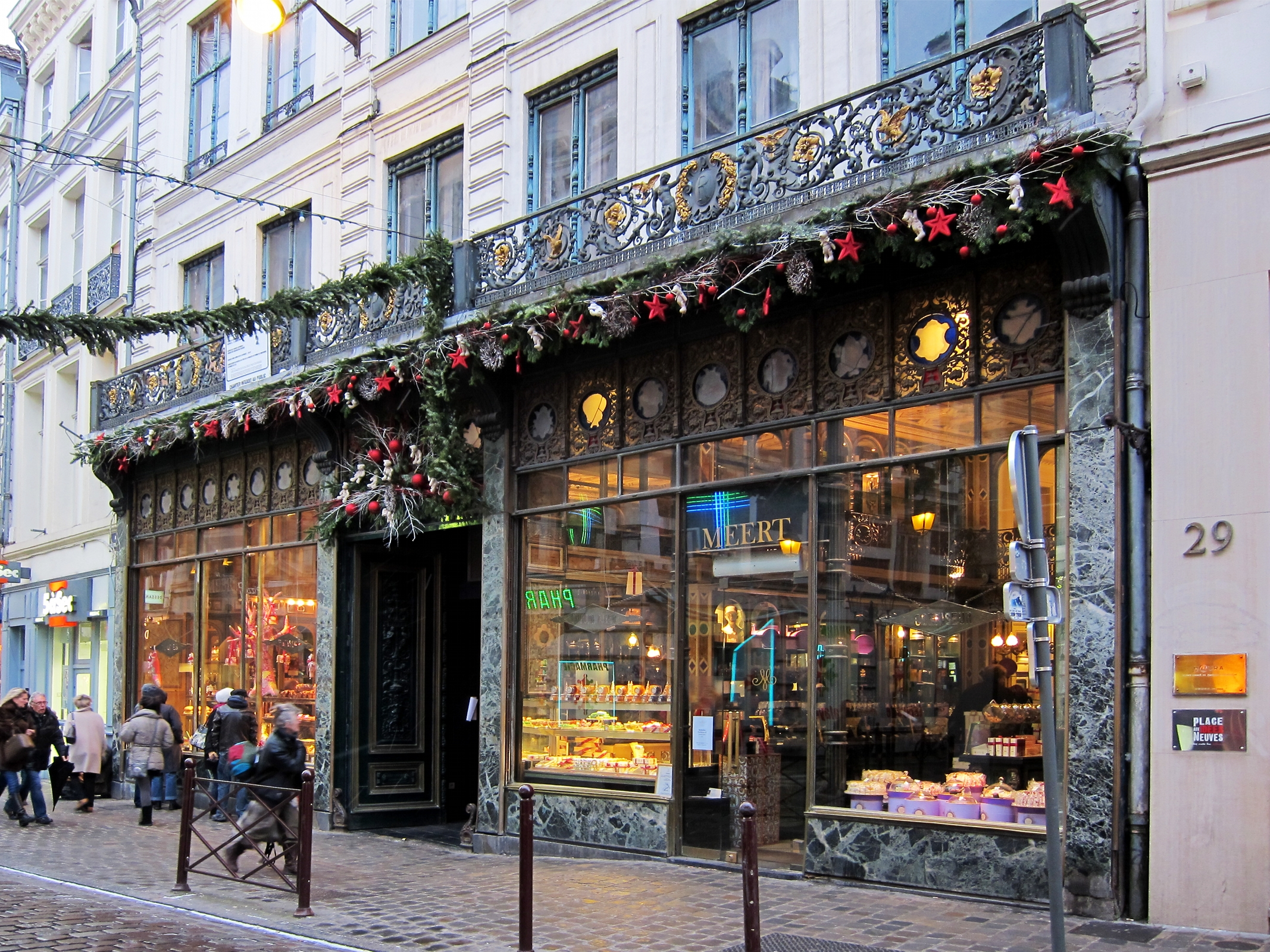
De beschermde gevel van Maison Méert in de Rue Esquermoise

Maison Méert is een Franse patisserie die in 1761 in Rijsel werd opgericht. Méert staat bekend om verschillende culinaire specialiteiten uit het Rijselse, zoals gevulde wafeltjes en berlingots. De winkel was ooit hofleverancier van koning Leopold I van België.
De hoofdlocatie, Rue Esquermoise 27 in Rijsel, is een beschermd historisch pand. De laatste decennia heeft Méert zich ook elders in Rijsel, Roubaix, Parijs en Brussel (in de Koninklijke Sint-Hubertusgalerijen) gevestigd.